# Bankiers van de elite
Bankiers van de elite is een financiële thriller van de Amerikaanse auteur Christopher Reich.

## Het verhaal
Een rijke groep van zakenmensen en politici noemt zichzelf de Club van Patriotten. Deze eliteclub is reeds actief sinds de Amerikaanse Onafhankelijkheidsoorlog en werd ooit opgericht door George Washington.
Thomas Bolden heeft de Amerikaanse Droom werkelijkheid zien worden. Hij heeft zijn duistere verleden overwonnen en is zeer succesvol bankier bij de investeringsbank Harrington Weiss op Wall Street. Tot die ene dag die zijn gehele wereld op zijn kop zet.
Hij wordt ontvoerd, wordt beschuldigd van moord waardoor hij op de vlucht slaat. Hij is vastberaden om uit te zoeken waarom iemand het op hem heeft voorzien. Uiteindelijk komt hij oog in oog te staan met de leden van de Club van Patriotten.

## Personages
- Thomas Bolden, succesvol bankier met een duister verleden;
- Jenny Dance, vriendin van Thomas;
- Bobby Stillman, moeder van Thomas Bolden
- John Franciscus, rechercheur eerste klas bij de NYPD;
- Francois Guilfoyle, uitvoerend leider van de Club van Patriotten.

## Prijs
- 2006 - Best novel van International Thriller Writers voor Bankiers van de elite